# Artur Eklund
Artur Eklund, född 21 februari 1880 i Pedersöre, död 18 augusti 1927 i Pedersöre, var en finländsk tidningsman och idrottsfilosof. 

## Sportjournalisten
Artur Eklund verkade från 1905 till 1917 som fäktlärare vid Helsingfors universitet och var samtidigt timlärare i flera skolor. Han skapade sig bl.a. som redaktör för Idrottsbladet mellan 1913 och 1920 ett aktat namn som sportjournalist. Under en lång tid var han den främste i Norden på detta område. Han lade fram sin uppfattning om idrotten i Idrottens filosofi (1917), vilken har betecknats som enastående. Han var också en av Finlands svenska idrottsförbunds initiativtagare och stiftare 1912. Eklund drogs från 1915 över till dagspressen och tillhörde redaktionerna för Dagens Press, Svenska Tidningen, Hufvudstadsbladet och Svenska Pressen.
| ”                    | Idrotten är i främsta rummet ungdomens sak, är ett frihetens, sorglöshetens och den friska, sprudlande kraftens privilegium. Den är en öfverloppsgärning, en lyx, ett verk af det kraftöfverskott, som icke bindes af arbetet för lifvets nödtorft. | „ |
| – Eklund 1917, s. 31 | |   |

Idrotten var och förblev hans evangelium, hans symbol för ungdomlig viljekraft och livsglädje.

## Svenskhetsivraren
Eklund var också Studentbladets förste redaktör mellan 1911 och 1912 och bidrog i denna egenskap till att lansera begreppet "finlandssvensk". Våren 1914 utgav Svenska studenters partidelegation i Helsingfors en samling uppsatser, Svenskt i Finland. Ställning och strävanden. Svenskhetsrörelsen sades befinna sig i ett nytt skede tack vare den allmänna rösträtten. Publikationen fick tyngd eftersom ledande personer i Svenska folkpartiet lämnade bidrag, som Axel Lille, Johannes Hedengren och Einar Pontán. I publikationen framlade Eklund den aggressivaste uppsatsen, som också var dess första, "Ras, kultur, politik". Enligt honom var den svenska kulturen som gett Finland dess ryggrad en yttring av germanska rasegenskaper. 
| ”                        | Germanerna äro från begynnelsen ett krigarfolk med de instinkter och dygder ett sådant äger; finnarna däremot ha icke varit krigare på egen hand, utan endast under svensk ledning, de ha aldrig haft någon hjälteåder, ha inga bragdrika minnen bevarade i sin litteratur. All germansk och arisk forndiktning genljuder av svärdsklang, skildrar strider, hemsökelser, tragiska skickelser: så de isländska sagorna, så de keltiska sångarna, så Beowulf, Nibelungenlied, Chanson de Roland, så Iliaden, så även det mäktigaste av alla epos, indernas Mahabharata. Hur annorlunda med Kalevala! | „ |
| – Svenskt i Finland 1914 | |   |

Svenskheten var inte bara någon påstruken färg, utan den återfanns i blodet. Han faller tillbaka på Arthur de Gobineau och Houston Stewart Chamberlain. Hans kontrastering mellan svenskt-germanskt och finskt är skoningslöst. Mot käck företagsamhet, stolt frihetskänsla och ljust sinne ställs det finska: kontemplativ läggning, dovt stämningsläge och en under den tröga ytan lidelsefull känsla som yttrar sig än i ideell hänförelse, än i lågsint hätskhet. Germanen är individualist och en krigare, därför var svensken framgångsrik, allt medan finnen låter sig suggereras. Allt detta låg enligt honom i det determinerande blodet. I Sverige fick särskilt Eklunds bidrag ett välvilligt mottagande, av bl.a. Enni Lundström.
Rasargumentet avtog så småningom hos Eklund och återkom senare endast i förtäckt form. Inspirerad av Finlands framgångar i de olympiska spelen i Stockholm 1912 skrev han att ett folks idrottsliga framgångar gav vittnesbörd om "vissa präktiga rasegenskaper, vissa kroppsliga och andliga dygder". Henrik Meinander påvisar att Eklund var inkonsekvent i sitt propagerande för existensen av rasegenskaper. När de finskspråkiga landsmännen sködrade lagrar på internationella arenor var han inte särdeles intresserad av att dra en gräns mellan landets två språkgrupper.

## Aktivisten
Även William James och Henri Bergson var hans inspirationskällor. Eklund var verksam inom den aktivistiska rörelsen från Voimaförbundets dagar och tjänstgjorde mellan 1908 och 1917 som kurator för Vasa nation, som under hans kuratel utvecklade sig till ett viktigt centrum för jägarrörelsen. Själv stannade Eklund hemma, ty han var familjefar och alltför känd för att kunna försvinna till Tyskland. Han kom istället at utgöra en viktig kugge på rekryteringssidan och blev i mars 1915 angiven för att ha bedrivit värvning bland sina avdelningskamrater. Affären nedtystades och Eklund beordrades tjänstledighet från sin befattning som kurator. När Helsingfors skyddskår bildades i augusti 1917 hörde han föga överraskande till dess förgrundsgestalter.
Den politiskt högersinnade Eklund framträdde under kampen om författningsreformen som en utpräglad monarkist och tillhörde från 1919 till 1922 riksdagen som medlem av den svenska gruppen.